# Riste Pandew
Riste Pandew (ur. 25 stycznia 1994 w Nowo Konjarewo) – macedoński lekkoatleta, sprinter.

## Osiągnięcia
| Rok  | Impreza                                | Miejsce        | Konkurencja        | Lokata        | Wynik |
| ---- | -------------------------------------- | -------------- | ------------------ | ------------- | ----- |
| 2011 | III liga drużynowych mistrzostw Europy | Reykjavík      | sztafeta 4 × 100 m | 6. miejsce    | 43,76 |
| 2012 | Mistrzostwa świata juniorów            | Barcelona      | bieg na 200 m      | eliminacje    | 22,22 |
| 2013 | Halowe mistrzostwa Europy              | Göteborg       | bieg na 60 m       | eliminacje    | 6,95  |
| 2013 | Mistrzostwa Europy juniorów            | Rieti          | bieg na 100 m      | eliminacje    | 10,72 |
| 2013 | Mistrzostwa świata                     | Moskwa         | bieg na 100 m      | preeliminacje | 10,97 |
| 2014 | Halowe mistrzostwa świata              | Sopot          | bieg na 60 m       | eliminacje    | 7,00  |
| 2014 | Mistrzostwa Europy                     | Zurych         | bieg na 200 m      | eliminacje    | 21,96 |
| 2015 | Halowe mistrzostwa Europy              | Praga          | bieg na 60 m       | eliminacje    | 6,91  |
| 2015 | III liga drużynowych mistrzostw Europy | Baku           | bieg na 100 m      | 2. miejsce    | 10,70 |
| 2015 | III liga drużynowych mistrzostw Europy | Baku           | bieg na 200 m      | 7. miejsce    | 21,67 |
| 2015 | Młodzieżowe mistrzostwa Europy         | Tallinn        | bieg na 100 m      | eliminacje    | 10,71 |
| 2015 | Mistrzostwa świata                     | Pekin          | bieg na 100 m      | eliminacje    | 11,31 |
| 2016 | Igrzyska olimpijskie                   | Rio de Janeiro | bieg na 100 m      | eliminacje    | 10,71 |

## Rekordy życiowe
- Bieg na 60 metrów (hala) – 6,86 (2013) rekord Macedonii
- Bieg na 100 metrów – 10,61 (2013) rekord Macedonii
- Bieg na 200 metrów (stadion) – 21,65 (2014) rekord Macedonii
- Bieg na 200 metrów (hala) – 22,19 (2014) rekord Macedonii[3][4]